# 2758 Cordelia
2758 Cordelia è un asteroide della fascia principale. Scoperto nel 1978, presenta un'orbita caratterizzata da un semiasse maggiore pari a 2,5504293 UA e da un'eccentricità di 0,2769687, inclinata di 2,80206° rispetto all'eclittica.